# فرنسة (سياسة لغوية)

انتشار الفرنسية / الأزرق القاتم لغة رسمية

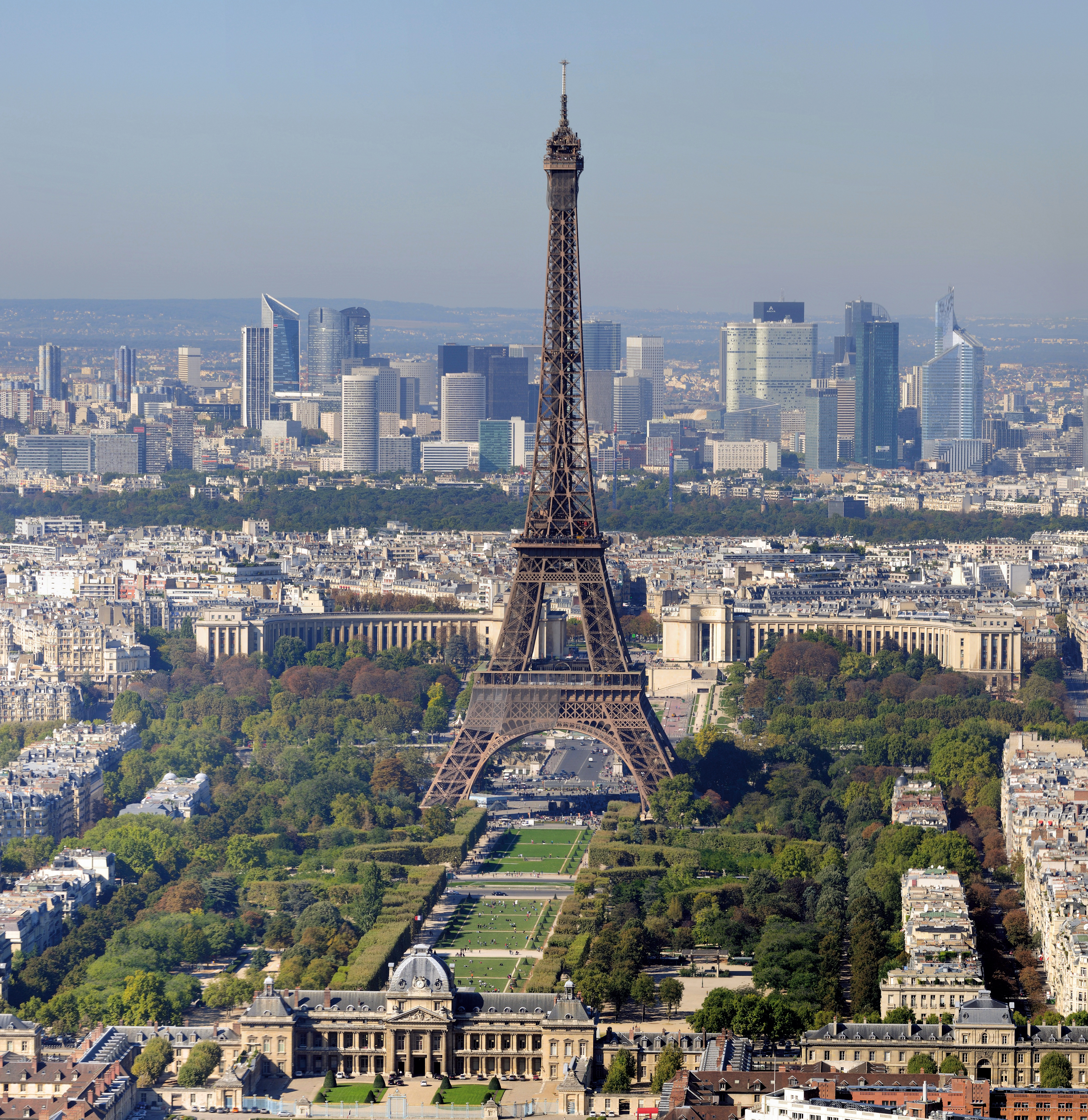
برج ايفل رمز فرنسا

الفَرْنَسة (بالفرنسية: La Francisation) وهي سياسة نشر وتوسيع اللغة الفرنسية ومعها الثقافة الفرنسية وتوصيلها إلى العالم وجعلها مسيطرة ورائدة وسائدة على غيرها من اللغات وقد ظهر المصطلح مع بداية حملة الاستعمار الفرنسي للدول وخاصة الأفريقية.

## في فرنسا
كانت الفرنسية مشتتة ومتفرقة وكانت تسود عدة لهجات في فرنسا وكانت اللاتينية هي لغة الإدارة حتى سنة 1539 حيث أصدر الملك فرنسوا الأول مرسوما ملكيا عرف باسم فيلي كوتري بالفرنسية Villers Cotterêts وينص على استعمال اللغة الفرنسية في الإدارة والمحاكم بدل اللاتينية وكانت البداية الأولى للفرنسة حيث تم تدريجيا فرنسة المصطلحات عن اللاتينية واعطائها صبغة فرنسية ومثال ذلك Ecclesia حولت إلى église وتعني الكنيسة وأيضا Panem إلى pain وتعني الخبز وأيضا Deus إلى Dieu وتعني الرب وقد فسر بعض اللغويين اقدام الملك على هذا الاجراء من أجل توحيد فرنسا تحت عرشه واضفاء نوع من السيطرة والتحكم في الشعب الفرنسي.ولكن بقيت الفرنسية ضعيفة حتى جائت الثورة الفرنسية وبالضبط بتاريخ 17 نوفمبر 1794 حيث أصدر الحاكم جوزيف لاكانال Joseph Lakanal مرسوما بانشاء 24000 مدرسة ابتدائية تكون اللغة الفرنسية هي لغة التدريس وفي 27 يناير من نفس العام أصدر الحاكم مرسوما آخر يقضي بفرنسة المعاهد العليا والجامعات واستبدال اللاتينية بالفرنسية.

## في بلجيكا
في بلجيكا هناك الفلامنك الناطقون بالهولندية و الوالون الناطقون بالفرنسية ولكن الشيء الذي حيّر الفلامنك هو فرنسة العاصمة بروكسل التي كانت فلمنكية قبل ستينات القرن الماضي وتقع في الجزء الفلمنكي غير أن المهاجرين إلى بروكسل وخاصة من أفريقيا هم من حوّلها إلى فرنكفونية وجعلوا الفرنسية هي لغة المبادلات والتحاور ما جعل الإدارات تصدر الوثاق باللغتين ما أغضب الفلامانيين .

## في ألمانيا
الفرنسية هي اللغة الثانية في ألمانيا وعدد المتكلمين بها يناهز 27 %.[بحاجة لمصدر]

## في كندا

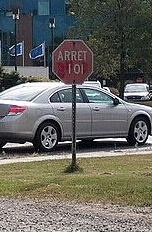
لافتة بالفرنسية في كيبك

في كيبك الفرنسية هي اللغة الرسمية وهي لغة الإدارة بالرغم من الزحف الثقافي والفكري للغة الإنجليزية ومع ذلك لا تزال الفرنسية تقاوم وهذا ما أدى بالسلطات المحلية إلى إجراءات حمائية قصد الحفاظ عليها.

## في أفريقيا
الفرنسية لغة رسمية ل 32 بلد أفريقي وهي الدول التي كانت محتلة من فرنسا أو بلجيكا بالرغم من وجود لغات محلية إلا أن السلطات تستعمل الفرنسية بدلها وهذ للأمر الواقع وأكبر بلد يحتوي الناطقين بالفرنسية هو الكونغو ب24 مليون متحدث وفي مالي 63% والكاميرون 18 % وفي بوركينا فاسو 54 % من المدارس مفرنسة وفي تشاد نجد أن للطالب الحق في اختيار لغة التمدرس بين العربية والفرنسية وفي الغابون وزامبيا أيضا.

## في بلاد المغرب
اللغة الفرنسية هي اللغة الثانية في دول المغرب العربي باستثناء ليبيا التي تستعمل الإنجليزية وتستعمل الفرنسية في المغرب بشكل واسع في الإدارة والتجارة والتعليم العالي وتكاد تكون مهيمنة على العربية اللغة المدسترة وفي تونس تستعمل بشكل واسع أما في الجزائر فنصف الجزائريين يتكلمون الفرنسية ويتعلمونها في المدارس وتدرس بها الشعب العلمية كالطب والهندسة والإلكترونيك واستعمالها يثير جدلا كبيرا في البلاد .

## في آسيا
كانت اللاوس و كمبوديا وفيتنام تستعمل الفرنسية أيام الاحتلال الفرنسي ولكن بعد الاستقلال تراجعت الفرنسية لصالح اللغات المحلية وأيضا الإنجليزية والصينية.

## مقاومة الفرنسة
شهدت الفرنسة مقاومة شديدة من القوميين وخاصة في الدول العربية التي تستعملها حيث يدعو القوميون إلى إلغائها وفرض التعريب واستبدالها بالإنجليزية ويرون فيها وسيلة استعمار وفي الجزائر صدر قرار بتعريب التعليم سنة 1966 تدريجيا وتعريب الإدارة كان سنة 1972 غير أنه لم يطبق كليا ولكن سنة 1989 أصدر الرئيس الشاذلي قرارا بتعريب المؤسسة العسكرية ولكن لا تزال الشعب العلمية بالفرنسية إلى اليوم وكذلك الحال نفسه في تونس وموريتانيا والمغرب أما في فيتنام فقد ألغى الحزب الشيوعي الحاكم الفرنسية وقام باستبدالها باللغة الوطنية في جميع المجالات حتى التعيم العالي والعلمي وأيضا فعلت كمبوديا ولاووس وفي سوريا استطاع القوميون العرب رفض الفرنسية في التعليم وجعلو من سوريا الدولة العربية الوحيدة المعربة في جميع المجالات .

## ضعف الفرنسية
أدى صعود الولايات المتحدة كقوة هائلة إلى انتشار الإنجليزية التي استطاعت أن تخترق الفرنسية في عقر دارها وفي أماكن انتشارها وتقول الدراسات أن 90% من البحوث العلمية تصدر بالإنجليزية يقابلها 3 % فقط بالفرنسية وأيضا 75 % من منشورات الإنترنت بالإنجليزية يقابلها 1 % فقط بالفرنسية وهذه الأرقام تبين بوضوح انحدار الفرنسية أفولها وضعف مقاومتها للعولمة وهذا ما جعل العديد من الدول تنصرف للإنجليزية كسوريا وروندا والفيتنام وغيرها.

## للاستزادة
- استيعاب (استعمار فرنسي)
- السياسة اللغوية لفرنسا